# ФК Обилић Змајево
ФК Обилић је фудбалски клуб из Змајева, и тренутно се такмичи у Војвођанској лиги Север. Клуб је основан 1925. године, а боје су црвена и плава.Капацитет стадиона је 1200.
Позиција у предходној сезони: 9. место Војвођанска лига "Север" .
Клуб има званично 368 одиграних утакмица, од тога 169 победа, 66 ремија и 133 пораза ( статистика вођена од 2000. године).